# حديقة قوستك الوطنية
حديقة قوستك الوطنية بالإنجليزية: qausuittuq (اصل الكلمة من الانكتيتوتية وتعني المكان الذي لا تشرق فيه الشمس) هي حديقة وطنية تقع في شمال غرب جزيرة باثورست في نونافوت. أسست في 1 سبتمبر 2015 لتصبح الحديقة الوطنية رقم 45 في كندا.
تم اختيار هذه المنطقة لتمثيل المنطقة الطبيعية في غرب القطب الشمالي، وهي واحدة من 39 منطقة حددتها إدارة الحدائق الوطنية الكندية. تشمل هذه المنطقة معظم أرخبيل القطب الشمالي الكندي المرتفع (جزر الملكة إليزابيث وشبه جزيرة غرينيل في جزيرة ديفون ولا تشمل جزيرة إليسمير أو جزيرة أكسل هيبرغ). تعد الحديقة أيضًا موطن حيوان الرنة اللؤلؤية المهدد بالانقراض.والحديقة تقع شمال المحمية البرية الوطنية للدب القطبي.

## التاريخ
تشير الدراسات الأثرية في منطقة جزيرة باثورست إلى تواجد البشر من حين لآخر على مدى 4500 عام الماضية من قبل عصور ما قبل التاريخ وكذلك تاريخ دورست وثول إنويت. تذبذب الوجود البشري مع التغيرات في المناخ والغطاء الجليدي وما يقابله من توافر الحياة البرية لاجل البقاء والعيش. كان التواجد البشري في المقام الأول في الجزء الجنوبي والشرقي من جزيرة باثورست، وليس داخل منطقة المنتزه المعروضة نفسها.
استكشاف المنطقة من قبل الحملات البحرية البريطانية خلال منتصف القرن التاسع عشر، وخاصة تلك المرتبطة بالبحث عن رحلة فرانكلين المفقودة. لا تزال العديد من العلامات على الساحل الشمالي. استمر استكشاف المنطقة بشكل متقطع، بما في ذلك الدراسات العلمية والتجارية التي بدأت خلال الستينيات.
في عام 1953 انشئت جماعة ريزولوت ويقع موقعها في جزيرة كورنواليس إلى الجنوب الشرقي من الحديقة. يستخدم الإنويت من الجماعة أراضي ومياه منطقة جزيرة باثورست للصيد وصيد الأسماك.
بدأت دراسة فائدة الحديقة في عام 1994. وشمل العمل تقييم الموارد المعدنية والطاقة. إصدر هذا التقرير في عام 1999 وتم الانتهاء من دراسة فائدة الحديقة الشاملة في عام 2000. اُسْتُرْجِعَت الأراضي في جزيرة باثورست الشمالية لأول مرة بغرض إنشاء حديقة وطنية في عام 1996. وفي عام 2009، دخلت إدارة الحدائق الوطنية الكندية في مفاوضات مع المجتمعات الأكثر ارتباطًا بالحديقة المقترحة للإنشاء فيما يتعلق بانشاء اتفاقية تأثير ومنفعة الإنويت (IIBA) لغرض إنشاء الحديقة.
في عام 2015، قدمت الحكومة الفيدرالية مشروع قانون لإنشاء المتنزه، والذي حصل على الموافقة في 24 يونيو. حدد القانون أنه سيدخل حيز التنفيذ إما في يوم الموافقة أو في 1 سبتمبر 2015. اتمت الموافقة الممنوحة في يونيو، إنشئت الحديقة بشكل قانوني في 1 سبتمبر.
كان الاسم المقترح للحديقة هو «حديقة توكتوسيوكفيالوك الوطنية». اختير اسم قوستك من خلال مسابقة في المنطقة المحلية.
افتتحت حديقة قوستك الوطنية للجمهور واستقبلت أول زوار لها في عام 2016.

## جيولوجيا ومناخ المنطقة
تتكون جيولوجيا الحديقة بشكل أساسي من الصخور الرسوبية مثل الحجر الجيري والحجر الرملي والدولوميت. تم تجميد المنطقة في الماضي كما يتضح من التضاريس مثل الكثيبات الثلجية والراكامت الجليدية وحواف الشاطئ. المنطقة بشكل عام ذات تلال متتابعة كالامواج.
تتمتع جزيرة باثورست بمناخ جاف بارد. يدفع مناخ القطب الشمالي البارد إلى الجزر المنخفضة في الشمال الغربي والقسم الشمالي الأوسط لجزر الملكة إليزابيث وصولًا إلى جزيرة باثورست. متوسط   درجات الحرارة يتراوح من -35 درجة مئوية في يناير إلى 5 درجات مئوية في يوليو. هطول الأمطار السنوي أقل من 130 ملم.

## الحياة النباتية والحيوانية

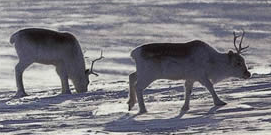
الرنة اللؤلؤية

يحد المناخ القاسي من نمو التربة والمغذيات، مما يحد بدوره من الغطاء النباتي. هذه المنطقة لديها تنوع نباتي وعائي منخفض وتهيمن عليها الأنواع العشبية. تشمل النباتات أوراق البقدونس الأرجواني والصفصاف القزم والنباتات السعدية والأعشاب والأشنات والطحالب.
تشمل أنواع الحياة البرية الأرضية التي تكيفت مع هذه البيئة الرنة اللؤلؤية، وثور المسك، والذئاب، وثعالب القطب الشمالي، وأنواع الطيور مثل البوم الثلجي، وأوز الثلج، وعيدر الملك، والكركر بالإضافة إلى النوارس وطيور الشاطئ (الخواضات) المختلفة. تشمل الأنواع البحرية في المنطقة فقمات سايما الحلقية وعجول البحر الملتحية والدببة القطبية والفظ والحيتان مقوسة الرأس والحيتان البيضاء وكركدن البحر.